# Viile (okręg Konstanca)
Viile – wieś w Rumunii, w okręgu Konstanca, w gminie Ion Corvin. W 2011 roku liczyła 1000 mieszkańców.